# The Next Step (série de televisão)
The Next Step (prt: The Next Step; bra: The Next Step: Academia de Dança)  é uma série de drama adolescente canadense. Criada por Frank Van Keeken, a série segue os membros de uma trupe do estúdio de dança titular, enquanto treinam e competem em vários campeonatos, e lidam com rivalidades com outras escolas de dança e drama entre a própria equipe. A série é apresentada em um estilo influenciado por reality shows.
A série estreou originalmente no Family Channel em 8 de março de 2013 e gerou conteúdo digital, bem como shows de turnê ao vivo com seus membros do elenco e uma série derivada, Lost & Found Music Studios . A série mudou-se para a plataforma de streaming CBC Gem da CBC Television em 2020 para sua sétima temporada. A série também foi vendida internacionalmente, com emissoras como CBBC no Reino Unido e Universal Kids nos Estados Unidos - que se tornou um parceiro de produção para sua sexta temporada. Em abril de 2022, uma oitava série foi anunciada pela emissora britânica CBBC.
Em Portugal as primeiras quatro temporadas da série estrearam no canal, Disney Channel a 13 de abril de 2015. A 5ª temporada da série nunca foi exibida em Portugal. Mais tarde, o canal Biggs começou a transmitir a 6ª temporada no dia 14 de setembro de 2020 e a 7ª temporada no dia 5 de julho de 2021. 
No Brasil, a série foi transmitida no Disney Channel e encerrou na sua segunda temporada. Nunca foi explicado por que seu final não foi exibido no canal.
A série foi exibida na TV Cultura de 28 de Junho de 2021 à 15 de Junho de 2023, substituindo as reprises da novela Club 57 e sendo substituída pelas séries brasileiras Os Under-Undergrounds e O Irmão do Jorel, com reprises em looping, ou seja uma reprise após outra.

## Dobragem/Dublagem
| Personagens | Dobrador               | Dublador           |
| ----------- | ---------------------- | ------------------ |
| Kate        | Maria Camões           | Alexandra Medeiros |
| Chris       | Rui Luis Brás          | Edu Moraes         |
| Phoebe      | Ana Catarina           | Aline Basili       |
| Emily       | Bárbara Lourenço       | Juliana Grossi     |
| Michelle    | Mafalda Luis de Castro | Izabelle Neiva     |
| Riley       | Solange Santos         | Taís Bizerril      |
| James       | Romeu Vala             | Lupe Leal          |
| Stephanie   | Sónia Neves            | Tati Ramos         |
| Chloe       | Sofia Cruz             | Tainá Baldez       |
| Eldon       | Michel Simeão          | Kael Studart       |
| Daniel      | Peter Michael          | Mario Luz          |
| West        | Tiago Retrê            | Braian Brandão     |
| Giselle     | Carolina Sales         | Clarisse Johanson  |
| Hunter      | Alexandre Carvalho     | Tulio Starling     |
| Tiffany     |                        | Giselle Ando       |
| Thalia      | Adriana Moniz          |                    |
| Amanda      | Christina Basilio      | Luiza Duprat       |
| Lucian      | Peter Michael          |                    |

## Elenco e Personagens
- Emily (interpretada por Alexandra Beaton)- Bailarina de Dança Contemporânea

Emily é um adolescente que têm entre 16 e 17 anos (na 1º temporada). Uma jovem apaixonada por dança e pelo seu Studio, o The Next Step. Ela dança no "TNS" (The Next Step) desde os 2 anos de idade e já está na Equipa A á 3 anos e ainda têm uma posição privilegiada dentro da Equipa A, sendo Capitã de Equipa (a dançarina que representa e orienta a equipa) á 2 anos. Para além de ser Capitã de Equipa na Equipa principal do Studio, ela é lider de um grupo chamada "Miúdas I" ou "Garotas I". Ela gosta bastante de um lugar sobre saído e de ser a protagonista do grupo. Juntamente com ela no Studio, dançam as duas melhores amigas (Stephanie - a melhor das melhores amigas; Tifanny e Gisele - duas melhores amigas) e ainda a sua irmã mais nova (Riley). Para ela a Equipa A e as competições do Absolute Dance (Regionais, Nacionais e Internacionais) são tudo na vida dela. Mas ela têm problemas com a sua atitude, e por gostar tanto de um lugar de protagonista, acaba por arranjar problemas dentro  da Equipa. Ela fica irritada e nervosa quando as coisas não lhe correm como ela deseja, e é acaba por ser insensível em várias situações. Ela ainda arranjar planos e mentiras para atingir os seus objetivos. Mas ela sente-se insegura com a chegada da novata (Michelle) e fica com medo de perder o seu lugar de destaque. No inicio episódio 3, á uma audição para Capitã de Equipa, entre a Emily e a Michelle, e a Emily ganha com batota, com ajuda da Stephanie. Ao longo da temporada 1, Emily percebe que descarregar as suas frustrações em cima dos outros não é o correto, e ainda estar contra a Michelle não a leva a lado nenhum. A nível amoroso, Emily é crush\interesse amoroso do Eldon desde quando eram pequenos, mas Emily está sempre a dar desprezo ao Eldon, por ele ser uma especie de "palhaço do studio", já que é atrapalhado e desastrado. Após lhe partir o coração e o humilhar durante anos, Emily e Eldon resolvem-se e acabam por namorar, até o Eldon ter outro interesse amoroso. No fim da 1ºtemporada, Eldon revela a Emily que não quer mais ter uma relação com Emily e isso deixa a dançarina de Contemporânea , bastante arrasada. Mas na 2ºtemporada, quer reconquistar o Eldon, e usa Hunter, um rapaz que dançava com a Michelle no antigo studio de ambos, e que quer também reconquista-la, mas durante o processo acabam por se apaixonar. No final da temporada, a Emily acaba por se lesionar na coreografia da Semi-final, e fica sem participar na 3ºtemporada. Mas regressa na 4ºtemporada, enquanto a Riley substitui a Kate como diretora do Studio, e Emily acaba por dar uma ajuda á irmã. Já na 5ºtemproada, Emily regressa de forma assídua á série até á ultima temporada, até ao momento (7ºtemporada), acabando por se tornar uma das diretoras do Studio, mas não sozinha. Agora têm de liderar a Equipa A como diretora e mentora e não como dançarina. 
Michelle (interpretada por Victoria Baldesarra)- Dançarina de Dança Contemporânea
Michelle é nova no TNS, e chega á Equipa A na 1ºtemporada. Ele era de Wisconsin , e foi Capitã de Equipa e ainda "Miss Nacionals" (Solista Feminina dos Nacionais). A Michelle é reconhecida por alguns membros da Equipa (Muidas I) como uma "invasora", já que ela não era do studio e foi lhe autorizada fazer a audição para a  Equipa A. Ela foi durante quase toda a 1ºtemporada "rival" da Emily, mas elas começam a dar-se bem no final da mesma. Até a Michelle se apaixonar de forma reciproca por Eldon, que estava a namorar com Emily. Michelle perdeu (no episódio 3), a "batalha" contra a Emily para ser Capitã de Equipa, por causa de Stephanie (a favor de Emily). Mas ao longo da dos episódios Emily vai abusando do seu poder de Capitã e é enfrentada por Michelle que se junta a Riley e James, que já tinham de plano de destituir a Emily, colocando a Michelle como Capitã de Equipa. Ela prepara uma coreografia com todos os dançarinos do Studio expecto com Eldon, Emily, Tifanny e Stephanie. Torna-se Capitã de Equipa e com todos esses dramas, Emily e Stephanie juntam-se ã Elite (rival do TNS). A relação com a Emily, irá melhor depois ela voltar ao TNS, até a Michelle propõe serem as suas Capitãs do TNS e ela aceita (elas seram as duas Capitãs até á temporada 3). Mas o facto de ambas gostarem do mesmo do rapaz irá tornar a relação delas diferente e tensa de novo. Na 2ºtemporada ela irá aos Nacionais, mas até lá irá terminar com Eldon, por causa de um plano de Hunter e Emily, e acaba por voltar a gostar do seu "ex", mas agora é ele que já não gosta dela dessa maneira. Michelle não irá suportar a tensão no TNS e sai no studio a meio da temporada, mas Michelle irá regressar e vai com sua equipa aos nacionais. Não só é uma das Capitãs de Equipa como será a solista feminina, e vai ganhar o titulo de melhor solista dos Nacionais. Na 3ºtemporada Michelle fica como suplente, juntamente com Amanda, por ter ficado ausente muito tempo devido a problemas familiares, e isso fará Michelle se esforçar ao máximo na temporada 4, tanto que até fica indisposta devido á exaustão. Na temporada 3 torna-se mentora\diretora assim como a Emily (no inicio elas voltaram a ter a mesma tensão que tinham até meio da 2ºtemporada, mas depois juntam-se para ajuda o TNS, mais uma vez). 
- Riley (interpretada por Brittany Raymond) - Dançarina de Dança Contemporânea

Riley é membro da Equipa A há algum tempo e irmã da Capitã de Equipa, Emily. Uma menina timida, que não haje bem sob pressão. Riley faz parte das Muidas I, assim como sua irmã (que é a lider do grupo) e as suas amigas. Mas Riley, vai contra a sua irmã e as outras muidas, quando a confronta no episódio 4, ao trocar de lugar com Michelle. Lugar imposto por Emily, que fica furiosa com a atitude da irmã mais nova, e a expulsa do grupo. Assim como na equipa, na vida fora do studio ela afasta-se de Riley, e só mais no fim da temporada, Emily e Riley voltam a falarem e terem uma relação boa de irmãs. Com o afastamento das Muidas I, ela fica mais proxima da Michelle e tornam-se melhores amigas. É inclusive, ideia dela por a Michelle como Capitã de Equipa e fazer frente á Emily. Ao que diz respeito á sua vida amorosa, Riley começa a dar-se com James, que é um rapaz que gosta de andar com todas as muidas, mas não conseguiu chamar atenção de Riley, e por andar atrás dela acaba-se por apaixonar-se por ela e vice-versa. A relação entre os dois, é mais solida no fim da temporada e eles namoram até á ultima temporada que foi exibida, mas só até ao fim da 4ºtemporada é que acompanhamos esse relacionamento de perto, que teve altos e baixos. Ambos se "trairam", mas o amor entre ambos sempre foi maior. James trai Beth na 2ºtemporada e Riley trai James com Alfie na 4ºtemporada, e até mesmo na 3ºtemporada têm arrufos entre eles por causa do facto de James não quer mais a dança e quer a sua banda e com a chegada de Ella, as coisas só pioram entre os dois.Na 4ºtemporada, Riley fica como diretora do Studio, proposta por Kate, mas as coisas não correm bem. Riley não leva a Equipa á vitória dos regionais, e quase que não são qualificados.
- James (Interpretado por Trevor Tordjman)- Dançarino de Break Dance

James, é um dançarino especialista em break dance, é um dos membros da equipa que sempre diz o que pensa. Ele é super tranquilo e não pensa muito bem antes de agir .Costuma ter muitas namoradas, mas não consegue chamar atenção de uma em especifico - Riley. Ao tentar chamar a sua atenção, acaba por se apaixonar por ele e vice-versa. James é melhor amigo de West e Eldon, e os 3 estão sempre metidos em aventuras e confusões. Na 2ºtemporada, trai a Riley, quando a Beth o beija durante um ensaio. Riley presenciou tudo e confrontou-o. Ambos amavam-se, mas nenhum queria dar o braço a torcer, até que James diz a Riley que faria de tudo por ela, e Riley faz uma lista com coisas que o James tem de fazer, e se fizer todos é porque prova que quer fazer de tudo por ela. Conseguiu conquistar a sua amada, mas na 3ºtemporada viriam mais dramas. James não ficou na equipa para os Internacionais, e substituiu a Shantel que decidiu sair por conta propria por não ter sido escolhida Capitã de Equipa por Michelle e Kate. Mas James, deixa bem claro que não quer voltar á equipa ano que vem, e sim juntar-se á banda e isso cria mais dramas entre "Jiley" (Riley + James). E quando Ella aparece no Studio e "muda" a Riley, deixa James chateado. E na 4ºtemporada, James, West e Eldon vão a uma competição de HipHop em Londres, e como Riley é diretora do studio teve de ficar. Desta vez é Riley que trai James com um dos dançarinos, Alfie. Riley e Alfie até namoram depois de terminar com James, mas ela percebe que estava enganada e que o amava, e ela vai até Londres dar-lhe apoio na competição de HipHop e eles voltam a namorar.
- Eldon (Interpretado por Isaac Lupien) - Dançarino de Dança Contemporânea

Eldon, um dos melhores bailarinos do estúdio, e apaixonado pela Emily desde os 5 anos e desde que andam na Equipa C no TNS. A Emily ignora completamente o Eldon desde pequenos, mas vai sentir que o ama e acabar por se apaixonar por ele, mas infelizmente tarde de mais, já que outra menina lhe vai roubar o coração - a Michelle. O Eldon é melhor amigo de James e West e na 2ºtemporada entra em confronto com o Hunter e com o Daniel, que é o mais competitivo do studio. Eldon é atrapalhado e destraido, apesar de ser o melhor dançarino do studio. Na segundo temporada, ao ser encostado á parede por Hunter para se afastar de Michelle, ele acabou por se afastar dela e o o clima entre os dois ficou estranho. Mas ele terminam de vez e a Michelle abandona por um curto periodo de tempo, o TNS. Ele acaba por se apaixonar pela Thalia no final da temporada, mas só namoram na 3º. Na 4º temporada Eldon, James e West vão para o Reino Unido para uma competição de Hip Hop, e acaba por ser apoiado pela amada.
- Daniel (Interpretado por Brennan Clost) - Dançarino de dança Contemporânea e de Balé

Daniel é um dos dançarinos mais competitivos do TNS, e quer se destacar sempre de alguma maneira, acaba por se destanciar dos colegas e até sair do TNS na 2ºtemporada por não ter sido escolhido para representar o studio nos Nacionais. Mas ainda 1ºtemporada, o Daniel sofreu uma lesão ainda antes do Absolute Dance Regionals (Regionais), e foi substituido pela Giselle que era da Equipa B. Daniel junta-se á Elite na 3ºtemporada, mas ainda assim comovido pelo mal que fez ao TNS Daniel tenta ajudar a Equipa ao dizer que Lucien (dono da Elite) que iria estar no painel dos jurados para a final dos Internacionais, e entregou um video ao TNS a entregar o Lucian. Ele regressa na 5ºtemporada com a Emily, para ser coreografo, dando-lhe assim uma nova oportunidade.
- Stephanie (interpretada por Samantha Grecchi) Jazz

Uma talentosa bailarina de jazz, Stephanie é uma membra dedicada do estúdio The Next Step é a melhor amiga de Emily. Stephanie apoia veemente Emily com as suas decisões e capitania, confiando na sua amizade para substituir o apoio que nem sempre recebe por parte dos seus pais. Na segunda temporada Stephanie não fará parte da equipa dos Nacionais, mas podemos contar com ela na 3ª temporada.
- Tiffany (interpretada por Tamina Pollack-Paris) Hip Hop

Tiffany foi uma forte defensora de Emily até que chegou a hora de votar numa capitã para levar a equipa às finais nas provas regionais. Como grande amiga de Stephanie, ela vai ajudá-la com a sua carreira de atriz e a aperfeiçoar a sua coreografia para dar o seu melhor nas provas nacionais. Na segunda temporada Tiffany não fará parte da equipa dos Nacionais. Na terceira temporada ele compete nos Internacionais, ela acha que não merece isso por isso ela tenta não competir, mas a Michelle (que ficou suplente) convence-a a ficar. Na 4ª temporada ela muda-se para Los Angeles para ser uma atriz.
- West (interpretado por Lamar Johnson)

West é um bailarino extraordinário de hip-hop cujo brilho mascara o facto de ser autodidata.
- Chloe (interpretada por Jennie Pappas)-Ballet

O posto de Chloe na equipa viu-se prejudicado ao ter que combinar a dança com um emprego a tempo parcial. Ao não ser capaz de manter os dois, teve que abandonar seu sonho de ser bailarina. Emily será a responsável por incutir-lhe um sentimento de trabalho em equipa e ajudá-la a reintegrar-se.
- Giselle (interpretada por Jordan Clark Gisele)-Acro

É uma bailarina trabalhadora e dedicada e é talentosa em todos os estilos de dança com excelência em acro. Giselle tem dançado no The Next Step durante toda a sua carreira e o estúdio é a sua segunda casa. Tem um sorriso contagioso que mantém o ar do estúdio leve e feliz.
- Hunter (interpretado por Zac Vran) Hip Hop

Hunter é um bailarino incrível que por amor pode acompanhar Michelle desde o Wisconsin até ao Canadá. Após a sua chegada vai descobrir que Michelle e Eldon mantêm uma relação, com a qual não se sente nada bem e fará todos os possíveis para recuperar a garota dos seus sonhos.
- Thalia (interpretada por Taveeta Szymanowicz Bramble) Contemporaneo

Thalia será um dos novos membros selecionados para competir nas provas nacionais e internacionais e se encaixará perfeitamente com o resto dos seus companheiros.
- Amanda (interpretada por Logan Fabbro) Contemporâneo

Amanda é uma bailarina muito meticulosa que compete na escola inimiga Elite. Durante as provas regionais, desprezará a equipa The Next Step. No entanto, uma mudança na carreira de Amanda faz com que Michelle se veja refletida e a acolha para as próximas provas de seleção. Na terceira temporada, como foi "a pior bailarina" e a "bailarina de intercâmbio", Kate pos-la suplente internacional com Michelle. Na 4ªTemporada, com a saída da Riley da Equipa A para diretora , há um lugar disponível em que Riley escolhe Amanda. Amanda será namorada de Noah
- Kate (interpretada por Bree Wasylenko) Kate é a dona do estúdio de dança The Next Step, tendo herdado-o da sua mãe Cathy . Kate é o coração do estúdio e considera os bailarinos como parte da sua família.
- Chris (interpretado por Shamier Anderson) Chris é o principal coreógrafo no estúdio The Next Step. Ele e Kate, algumas vezes, têm ideias diferentes de como o estúdio deveria funcionar, mas eles respeitam a opinião um do outro e trabalham juntos para o bem-estar da Equipa A. Na 2ª temporada ele sai do estúdio e faz aparencias especiais na serie.
- Amy (intrepertada por Shelby Bain)- recém-chegada da Equipa A. Amy esta no Grupo dos 0% com as suas melhores amigas (Cassie,Piper,Sloane). É namorada de LaTroy
- Piper (intrepertada por Alexandra Chaves)- irmã de James. Está no Grupo dos 0%. Ela não parece gostar muito do Alfie.
- Alfie (Giuseppe Bausilio)- príncipe da Suiça. È cantor e  guitarrista. Ele gosta da Riley,

## Temporadas
| Temporada | Temporada | Episódios | Episódios              | Exibição original       | Exibição original       | Exibição Portugal      | Exibição Portugal      | Exibição Brasil         | Exibição Brasil       |
| Temporada | Temporada | Episódios | Episódios              | Estreia                 | Final                   | Estreia                | Final                  | Estreia                 | Final                 |
| --------- | --------- | --------- | ---------------------- | ----------------------- | ----------------------- | ---------------------- | ---------------------- | ----------------------- | --------------------- |
|           | 1         | 30        | 14                     | 8 de março de 2013      | 7 de junho de 2013      | 13 de abril de 2015    | 5 de maio de 2015      | 11 de janeiro de 2016   | 28 de janeiro de 2016 |
| 16        | 1         | 30        | 20 de setembro de 2013 | 3 de janeiro de 2014    | 6 de maio de 2015       | 2 de junho de 2015     | 29 de janeiro de 2016  | 19 de fevereiro de 2016 |                       |
|           | 2         | 34        | 17                     | 7 de março de 2014      | 6 de junho de 2014      | 5 de outubro de 2015   | 3 de novembro de 2015  | 7 de março de 2016      | 28 de março de 2016   |
| 17        | 2         | 34        | 12 de setembro de 2014 | 30 de janeiro de 2015   | 4 de novembro de 2015   | 2 de dezembro de 2015  | 29 de março de 2016    | 22 de abril de 2016     |                       |
|           | 3         | 30        | 15                     | 16 de março de 2015     | 2 de abril de 2015      | 20 de junho de 2016    | 13 de julho de 2016    | TBA                     | TBA                   |
| 15        | 3         | 30        | 11 de setembro de 2015 | 11 de dezembro de 2015  | 14 de julho de 2016     | 9 de agosto de 2016    | TBA                    | TBA                     |                       |
|           | 4         | 40        | 20                     | 15 de fevereiro de 2016 | 24 de junho de 2016     | 9 de janeiro de 2017   | 9 de fevereiro de 2017 | TBA                     | TBA                   |
| 20        | 4         | 40        | 14 de outubro de 2016  | 12 de maio de 2017      | 13 de fevereiro de 2017 | 16 de março de 2017    | TBA                    | TBA                     |                       |
|           | 5         | 20        | 10                     | 26 de maio de 2017      | 28 de julho de 2017     | TBA                    | TBA                    | TBA                     | TBA                   |
| 10        | 5         | 20        | 27 de outubro de 2017  | 13 de dezembro de 2017  | TBA                     | TBA                    | TBA                    | TBA                     |                       |
|           | 6         | 26        | 13                     | 29 de setembro de 2018  | 28 de outubro de 2018   | 14 de Setembro de 2020 | 01 de outubro de 2020  | TBA                     | TBA                   |
| 13        | 6         | 26        | 02 de março de 2019    | 07 de abril de 2019     | 02 de outubro de 2020   | 20 de outubro de 2020  | TBA                    | TBA                     |                       |
|           | 7         | 26        | 2                      | 13 de dezembro de 2019  | 13 de dezembro de 2019  |                        |                        |                         |                       |
| 12        | 7         | 26        | 08 de janeiro de 2020  | 18 de março de 2020     |                         |                        |                        |                         |                       |
| 12        | 7         | 26        | 20 de maio de 2020     | 18 de setembro de 2020  |                         |                        |                        |                         |                       |

## Episódios

### 1ª Temporada (2013-14)
| #       | ## | Título | Estreia Original       | Estreia Portugal    | Estreia Brasil          |
| Parte 1 |    | |                        |                     |                         |
| ------- | -- | --- | ---------------------- | ------------------- | ----------------------- |
| 1       | 1  | "Que a Festa Começe (PT) Que comece a festa (BR)" "Get The Party Started"                                                 | 8 de março de 2013     | 13 de abril de 2015 | 11 de janeiro de 2016   |
| 2       | 2  | "Todo o Mundo a Dançar (PT) Todos dançando agora (BR)" "Everybody Dance Now"                                              | 12 de março de 2013    | 14 de abril de 2015 | 12 de janeiro de 2016   |
| 3       | 3  | "Dança, Dança (PT/BR)" "Dance, Dance"                                                                                     | 13 de março de 2013    | 15 de abril de 2015 | 13 de janeiro de 2016   |
| 4       | 4  | "Entre a Espada e a Parede (PT) Rock é uma dança dura (BR)" "Rock and a Hard Place"                                       | 14 de março de 2013    | 16 de abril de 2015 | 14 de janeiro de 2016   |
| 5       | 5  | "Roubaram o Meu Solo (PT) Roubando a minha dança (BR)" "Steal My Sunshine"                                                | 15 de março de 2013    | 20 de abril de 2015 | 15 de janeiro de 2016   |
| 6       | 6  | "A Miúda Boazinha Torna-se Má (PT) Boas garotas se tornam más (BR)" "Good Girls Go Bad"                                   | 22 de março de 2013    | 21 de abril de 2015 | 18 de janeiro de 2016   |
| 7       | 7  | "História de Amor (PT) Uma história de amor (BR)" "Love Story"                                                            | 19 de abril de 2013    | 22 de abril de 2015 | 19 de janeiro de 2016   |
| 8       | 8  | "Apenas Dois de Nós (PT) Apenas nós dois (BR)" "Just the Two of Us"                                                       | 26 de abril de 2013    | 23 de abril de 2015 | 20 de janeiro de 2016   |
| 9       | 9  | "O Video que Acabou com a Estrela do Rádio (PT) O vídeo acabou com a estrela do rádio (BR)" "Video Killed the Radio Star" | 3 de maio de 2013      | 27 de abril de 2015 | 21 de janeiro de 2016   |
| 10      | 10 | "Caminho para a Alegria (PT) A estrada para a alegria (BR)" "Road To Joy"                                                 | 10 de maio de 2013     | 28 de abril de 2015 | 22 de janeiro de 2016   |
| 11      | 11 | "Consegues Guardar um Segredo? (PT) Você consegue guardar segredo? (BR)" "Can You Keep A Secret?"                         | 17 de maio de 2013     | 29 de abril de 2015 | 25 de janeiro de 2016   |
| 12      | 12 | "Vamos Obtê-lo Juntos (PT) Vamos conseguir isto juntos (BR)" "Get It Together"                                            | 24 de maio de 2013     | 30 de abril de 2015 | 26 de janeiro de 2016   |
| 13      | 13 | "Não Magooes o Meu Coração (PT) Não quebre meu coração (BR)" "Don't Go Breaking My Heart"                                 | 31 de maio de 2013     | 4 de maio de 2015   | 27 de janeiro de 2016   |
| 14      | 14 | "Sabotados (PT) Sabotagem (BR)" "Sabotage"                                                                                | 7 de junho de 2013     | 5 de maio de 2015   | 28 de janeiro de 2016   |
| Parte 2 |    | |                        |                     |                         |
| 15      | 15 | "Mudanças (PT) Alteração (BR)" "Changes"                                                                                  | 20 de setembro de 2013 | 6 de maio de 2015   | 29 de janeiro de 2016   |
| 16      | 16 | "Ajuda! (PT) Socorro (BR)" "Help"                                                                                         | 27 de setembro de 2013 | 7 de maio de 2015   | 1 de fevereiro de 2016  |
| 17      | 17 | "Esquecer-te (PT) Esquecê-lo (BR)" "Forget You"                                                                           | 4 de outubro de 2013   | 11 de maio de 2015  | 2 de fevereiro de 2016  |
| 18      | 18 | "Nova em Folha (PT) Novo em folha (BR)" "Brand New"                                                                       | 11 de outubro de 2013  | 12 de maio de 2015  | 3 de fevereiro de 2016  |
| 19      | 19 | "O Primeiro Encontro (PT) Primeiro encontro (BR)" "First Date"                                                            | 18 de outubro de 2013  | 13 de maio de 2015  | 4 de fevereiro de 2016  |
| 20      | 20 | "Nós Somos uma Família (PT/BR)" "We Are Family"                                                                           | 25 de outubro de 2013  | 14 de maio de 2015  | 5 de fevereiro de 2016  |
| 21      | 21 | "Mudar as Coisas (PT) Quebrando as coisas (BR)" "Break Stuff"                                                             | 1 de novembro de 2013  | 18 de maio de 2015  | 8 de fevereiro de 2016  |
| 22      | 22 | "Volta... Quero-te Aqui (PT) Depois volta e vem pra cá (BR)" "Come Back... Be Here"                                       | 8 de novembro de 2013  | 19 de maio de 2015  | 9 de fevereiro de 2016  |
| 23      | 23 | "Dança na Rua (PT) Dançando na rua (BR)" "Dancing in the Street"                                                          | 15 de novembro de 2013 | 20 de maio de 2015  | 10 de fevereiro de 2016 |
| 24      | 24 | "Etiqueta de Preço (PT/BR)" "Price Tag"                                                                                   | 22 de novembro de 2013 | 21 de maio de 2015  | 11 de fevereiro de 2016 |
| 25      | 25 | "A Lua Má Crescente (PT) A lua não aumentou (BR)" "Bad Moon Rising"                                                       | 29 de novembro de 2013 | 25 de maio de 2015  | 12 de fevereiro de 2016 |
| 26      | 26 | "Não se Pode Lutar Contra Os Sentimentos (PT) Não é possível lutar contra o sentimento (BR)" "Can't Fight This Feeling"   | 6 de dezembro de 2013  | 26 de maio de 2015  | 15 de fevereiro de 2016 |
| 27      | 27 | "Estou Muito Animado (PT) Eu estou tão animado (BR)" "I'm So Excited"                                                     | 13 de dezembro de 2013 | 27 de maio de 2015  | 16 de fevereiro de 2016 |
| 28      | 28 | "Sapateado (PT) Chique (BR)" "Fancy Footwork"                                                                             | 20 de dezembro de 2013 | 28 de maio de 2015  | 17 de fevereiro de 2016 |
| 29      | 29 | "Assim é Como Nós Fazemos (PT) É assim que nós fazemos (BR)" "This Is How We Do It"                                       | 27 de dezembro de 2013 | 1 de junho de 2015  | 18 de fevereiro de 2016 |
| 30      | 30 | "Os Vencedores Levam Tudo (PT) Todos vencedores (BR)" "Winner Takes All"                                                  | 3 de janeiro de 2014   | 2 de junho de 2015  | 19 de fevereiro de 2016 |

### Temporada 2 (2014-15)
| #       | ## | Título                                                                                                  | Estreia Original       | Estreia Portugal       | Estreia Brasil      |
| Parte 1 |    | |                        |                        |                     |
| ------- | -- | --- | ---------------------- | ---------------------- | ------------------- |
| 31      | 1  | "Que a Festa Não Pare (PT) Não Pare (BR)" "Don't Stop the Party"                                        | 11 de março de 2014    | 5 de outubro de 2015   | 7 de março de 2016  |
| 32      | 2  | "O Ex-Namorado da Michelle (PT)" "My Boyfriend's Back"                                                  | 11 de março de 2014    | 6 de outubro de 2015   | 8 de março de 2016  |
| 33      | 3  | "Prontos para Começar (PT)" "Ready to Start"                                                            | 11 de março de 2014    | 7 de outubro de 2015   | 9 de março de 2016  |
| 34      | 4  | "O Corte Final (PT)" "The Final Cut"                                                                    | 14 de março de 2014    | 8 de outubro de 2015   | 10 de março de 2016 |
| 35      | 5  | "Essa Miúda é Minha! (PT)" "The Girl Is Mine"                                                           | 14 de março de 2014    | 12 de outubro de 2015  | 11 de março de 2016 |
| 36      | 6  | "Trabalhá-lo (PT)" "Work it"                                                                            | 21 de março de 2014    | 13 de outubro de 2015  | 15 de março de 2016 |
| 37      | 7  | "São Precisos Dois (PT)" "It Takes Two"                                                                 | 28 de março de 2014    | 14 de outubro de 2015  | 16 de março de 2016 |
| 38      | 8  | "O Que eu Faço (PT)" "What'll I Do"                                                                     | 4 de abril de 2014     | 15 de outubro de 2015  | 17 de março de 2016 |
| 39      | 9  | "Nunca é Suficiente (PT)" "Never Enough"                                                                | 11 de abril de 2014    | 19 de outubro de 2015  | 18 de março de 2016 |
| 40      | 10 | "Espero Consegui-lo (PT)" "I Hope I Get It"                                                             | 18 de abril de 2014    | 20 de outubro de 2015  | 21 de março de 2016 |
| 41      | 11 | "Qualquer Coisa que Tu Possas Fazer, Eu Posso Fazer Melhor (PT)" "Anything You Can Do, I Can Do Better" | 25 de abril de 2014    | 21 de outubro de 2015  | 22 de março de 2016 |
| 42      | 12 | "Tempo Para Seguir em Frente (PT)" "Time to Move On"                                                    | 2 de maio de 2014      | 22 de outubro de 2015  | 23 de março de 2016 |
| 43      | 13 | "A Verdade Chega ao de Cima (PT)" "The Truth Comes Ou"                                                  | 9 de maio de 2014      | 26 de outubro de 2015  | 24 de março de 2016 |
| 44      | 14 | "Canta (PT)" "Sing"                                                                                     | 16 de maio de 2014     | 27 de outubro de 2015  | 25 de março de 2016 |
| 45      | 15 | "Quero-te a Ti (PT)" "You're the One That I Want"                                                       | 23 de maio de 2014     | 28 de outubro de 2015  | 28 de março de 2016 |
| 46      | 16 | "Cortina Enevoada do Inverno (PT)" "Hazy Shade of Winter"                                               | 30 de maio de 2014     | 29 de outubro de 2015  | 29 de março de 2016 |
| 47      | 17 | "Em Jogo (PT)" "Game On"                                                                                | 6 de junho de 2014     | 2 de novembro de 2015  | 30 de março de 2016 |
| Parte 2 |    | |                        |                        |                     |
| 48      | 18 | "Um Plano para Amar (PT)" "Make a Plan To Love Me"                                                      | 12 de setembro de 2014 | 3 de novembro de 2015  | 31 de março de 2016 |
| 49      | 19 | "Sacrifício (PT)" "Sacrifice"                                                                           | 19 de setembro de 2014 | 4 de novembro de 2015  | 1 de abril de 2016  |
| 50      | 20 | "Rompe-corações(PT)" "Heartbreaker"                                                                     | 26 de setembro de 2014 | 5 de novembro de 2015  | 4 de abril de 2016  |
| 51      | 21 | "Olá Problemas (PT)" "Hello"                                                                            | 3 de outubro de 2014   | 9 de novembro de 2015  | 5 de abril de 2016  |
| 52      | 22 | "Perdido (PT)" "Lost"                                                                                   | 10 de outubro de 2014  | 10 de novembro de 2015 | 6 de abril de 2016  |
| 53      | 23 | "Melhor que Isto (PT)" "Better Than This"                                                               | 17 de outubro de 2014  | 11 de novembro de 2015 | 7 de abril de 2016  |
| 54      | 24 | "Sob pressão (PT)" "Under Pressure"                                                                     | 24 de outubro de 2014  | 12 de novembro de 2015 | 8 de abril de 2016  |
| 55      | 25 | "Apenas Dançem (PT)" "Just Dance"                                                                       | 7 de novembro de 2014  | 16 de novembro de 2015 | 11 de abril de 2016 |
| 56      | 26 | "Vence-la (PT)" "Water It"                                                                              | 14 de novembro de 2014 | 17 de novembro de 2015 | 12 de abril de 2016 |
| 57      | 27 | "Reinar esta Cidade (PT)" "Run This Town"                                                               | 21 de novembro de 2014 | 18 de novembro de 2015 | 13 de abril de 2016 |
| 58      | 28 | "Recombinar (PT)" "Re-Match"                                                                            | 28 de novembro de 2014 | 19 de novembro de 2015 | 14 de abril de 2016 |
| 59      | 29 | "Antigos Amigos (PT)" "Old Friends"                                                                     | 4 de dezembro de 2014  | 23 de novembro de 2015 | 15 de abril de 2016 |
| 6       | 30 | "Eu Não Sei (PT)" "I Don't Know"                                                                        | 12 de dezembro de 2014 | 24 de novembro de 2015 | 18 de abril de 2016 |
| 61      | 31 | "Estás a Espera de Quê? (PT)" "What You Waiting For?"                                                   | 19 de dezembro de 2014 | 25 de novembro de 2015 | 19 de abril de 2016 |
| 62      | 32 | "Tu Amas-me (PT)" "You Love Me"                                                                         | 26 de dezembro de 2014 | 26 de novembro de 2015 | 20 de abril de 2016 |
| 63      | 33 | "Zona de Perigo (PT)" "What Dreamers Do (Part 1)"                                                       | 13 de março de 2015    | 30 de novembro de 2015 | 21 de abril de 2016 |
| 64      | 34 | "Rebobinar (PT)" "What Dreamers Do (Part 2)"                                                            | 2 de janeiro de 2015   | 1 de dezembro de 2015  | 22 de abril de 2016 |

### Temporada 3 (2015)
| #       | ## | Título                                                         | Estreia Original       | Estreia Portugal    |
| Parte 1 |    |                                                                |                        |                     |
| ------- | -- | -------------------------------------------------------------- | ---------------------- | ------------------- |
| 65      | 1  | "De Volta a Casa? (PT)" "Coming Home?"                         | 16 de março de 2015    | 20 de junho de 2016 |
| 66      | 2  | "O Jogo (PT)" "Game, Set, and Match"                           | 16 de março de 2015    | 21 de junho de 2016 |
| 67      | 3  | "Segredos (PT)" "Secrets"                                      | 17 de março de 2015    | 22 de junho de 2016 |
| 68      | 4  | "Os Jogos Começam (PT)" "Let the Games Begin"                  | 18 de março de 2015    | 23 de junho de 2016 |
| 69      | 5  | "As Consequências (PT)" "The Fallout"                          | 19 de março de 2015    | 27 de junho de 2016 |
| 70      | 6  | "Os Tempos Estão a Mudar (PT)" "The Times They Are a Changin"  | 20 de março de 2015    | 28 de junho de 2016 |
| 71      | 7  | "Um Novo Começo (PT)" "Your New Beginning"                     | 23 de março de 2015    | 29 de junho de 2016 |
| 72      | 8  | "Eu Sou a Vossa Capitã (PT)" "I'm Your Captain"                | 24 de março de 2015    | 30 de junho de 2016 |
| 73      | 9  | "O Principe Casca-Nozes (PT)" "The Nutcracker Prince"          | 25 de março de 2015    | 4 de julho de 2016  |
| 74      | 10 | "Lutar Contra Este Sentimento (PT)" "Can't Fight This Feeling" | 26 de março de 2015    | 5 de julho de 2016  |
| 75      | 11 | "Casa-te Comigo (PT)" "Marry Me"                               | 27 de março de 2015    | 6 de julho de 2016  |
| 76      | 12 | "Fazer o Que Está Correto (PT)" "Do The Right Thing"           | 30 de março de 2015    | 7 de julho de 2016  |
| 77      | 13 | "Põe-te em Primeiro (PT)" "Put You First"                      | 31 de março de 2015    | 11 de julho de 2016 |
| 78      | 14 | "Espero Conseguir (PT)" "I Hope I Get It"                      | 1 de abril de 2015     | 12 de julho de 2016 |
| 79      | 15 | "Miúda de Intercambio (PT)" "The New Girl in Town"             | 2 de abril de 2015     | 13 de julho de 2016 |
| Parte 2 |    |                                                                |                        |                     |
| 80      | 16 | "Ponto Otimo (PT)" "Sweet Spot"                                | 11 de setembro de 2015 | 14 de julho de 2016 |
| 81      | 17 | "A Dança em Quadrilha (PT)" "Square Dance"                     | 11 de setembro de 2015 | 18 de julho de 2016 |
| 82      | 18 | "Mensagens Mistas (PT)" "Mixed Messages"                       | 18 de setembro de 2015 | 19 de julho de 2016 |
| 83      | 19 | "Nunca Aqui (PT)" "Never There"                                | 25 de setembro de 2015 | 20 de julho de 2016 |
| 84      | 20 | "Podes Chorar Tudo o Que Queres (PT)" "Cry Me a River"         | 2 de outubro de 2015   | 21 de julho de 2016 |
| 85      | 21 | "Hoje Estou a Superar-te (PT)" "Today I'm Getting Over You"    | 9 de outubro de 2015   | 25 de julho de 2016 |
| 86      | 22 | "Esta é a Minha Festa (PT)" "It's my Party"                    | 16 de outubro de 2015  | 26 de julho de 2016 |
| 87      | 23 | "Bem Vindos a Miami (PT)" "Welcome to Miami"                   | 23 de outubro de 2015  | 27 de julho de 2016 |
| 88      | 24 | "Perdidos no Mar (PT)" "Lost at Sea"                           | 30 de outubro de 2015  | 28 de julho de 2016 |
| 89      | 25 | "A Guerra Terminou (PT)" "When the War is Over"                | 6 de novembro de 2015  | 1 de agosto de 2016 |
| 90      | 26 | "Somos o Mundo (PT)" "We are the World"                        | 13 de novembro de 2015 | 2 de agosto de 2016 |
| 91      | 27 | "Cego (PT)" "Blind"                                            | 20 de novembro de 2015 | 3 de agosto de 2016 |
| 92      | 28 | "Vira, Vira, Vira (PT)" "Turn, Turn, Turn"                     | 27 de novembro de 2015 | 4 de agosto de 2016 |
| 93      | 29 | "Ela Não é Igual a Ti (PT)" "She's Not You"                    | 4 de dezembro de 2015  | 8 de agosto de 2016 |
| 94      | 30 | "Como Terminou (PT)" "How It Ends"                             | 11 de dezembro de 2015 | 9 de agosto de 2016 |

### Temporada 4 (2016-17)
- Nota: "Come Together" é o episódio 26, mas, é o episódio 32 na Temporada 4 e estreou a 17 de novembro de 2016 que fez parte de um especial da Family Channel titulado de Stand UP!.
- Nota: A partir do episódio 32, Portugal emitiu o resto da temporada 4 antes do Canadá, pela primeira vez. O mesmo ja se sucedeu com a temporada 1 de Backstage.

| #       | ## | Título                                                                   | Estreia Original        | Estreia Portugal        |
| Parte 1 |    |                                                                          |                         |                         |
| ------- | -- | ------------------------------------------------------------------------ | ----------------------- | ----------------------- |
| 95      | 1  | "Mais Uma Vez (PT)" "One More Time"                                      | 15 de fevereiro de 2016 | 9 de janeiro de 2017    |
| 96      | 2  | "Mexe-te (PT)" "Stir It Up"                                              | 19 de fevereiro de 2016 | 10 de janeiro de 2017   |
| 97      | 3  | "As Cabeças Vão Rodar (PT)" "Heads Will Roll"                            | 26 de fevereiro de 2016 | 11 de janeiro de 2017   |
| 98      | 4  | "Bem Vindos à Equipa A (PT)" "Welcome to the Jungle"                     | 4 de março de 2016      | 12 de janeiro de 2017   |
| 99      | 5  | "Primeira Caixa (PT)" "Square One"                                       | 11 de março de 2016     | 16 de janeiro de 2017   |
| 100     | 6  | "Uma Chamada de Londres (PT)" "London Calling"                           | 18 de março de 2016     | 17 de janeiro de 2017   |
| 101     | 7  | "Caminha Por Aqui (PT)" "Walk This Way"                                  | 25 de março de 2016     | 18 de janeiro de 2017   |
| 102     | 8  | "Fugitivo (PT)" "Runaway"                                                | 1 de abril de 2016      | 19 de janeiro de 2017   |
| 103     | 9  | "Dançar Comigo Mesma (PT)" "Dancing with Myself"                         | 8 de abril de 2016      | 23 de janeiro de 2017   |
| 104     | 10 | "Uma Reviravolta no Destino (PT)" "Simple Twist of Fate"                 | 15 de abril de 2016     | 24 de janeiro de 2017   |
| 105     | 11 | "Na Borda do Abismo (PT)" "On the Rocks"                                 | 22 de abril de 2016     | 25 de janeiro de 2017   |
| 106     | 12 | "Conhecer-me e Conhecer-te (PT)" "Knowing Me, Knowing You"               | 29 de abril de 2016     | 26 de janeiro de 2017   |
| 107     | 13 | "Esta Oportinidade Pertence-me (PT)" "The Game Belongs To Me"            | 6 de maio de 2016       | 30 de janeiro de 2017   |
| 108     | 14 | "Eu Não Posso Fazer Isto (PT)" "I Can't Go for That"                     | 13 de maio de 2016      | 31 de janeiro de 2017   |
| 109     | 15 | "Eu Só Tenho Olhos Para Ti (PT)" "I Only Have Eyes for You"              | 20 de maio de 2016      | 1 de fevereiro de 2017  |
| 110     | 16 | "O Amor Irá Separar-nos (PT)" "Love Will Tear Us Apart"                  | 27 de maio de 2016      | 2 de fevereiro de 2017  |
| 111     | 17 | "A Culpa Não é de Ninguém, Excepto Minha (PT)" "Nobody's Fault But Mine" | 3 de junho de 2016      | 6 de fevereiro de 2017  |
| 112     | 18 | "O Teu Tempo Está a Chegar (PT)" "Your Time Is Gonna Come"               | 10 de junho de 2016     | 7 de fevereiro de 2017  |
| 113     | 19 | "Até Onde O Nosso Amor é Forte? (PT)" "How Deep Is Your Love?"           | 17 de junho de 2016     | 8 de fevereiro de 2017  |
| 114     | 20 | "O Amor do Momento (PT)" "Heat of the Moment"                            | 24 de junho de 2016     | 9 de fevereiro de 2017  |
| Parte 2 |    |                                                                          |                         |                         |
| 115     | 21 | "Beija e Conta-o (PT)" "Kiss and Tell"                                   | 14 de outubro de 2016   | 13 de fevereiro de 2017 |
| 116     | 22 | "Os Rumores Dão O Que Falar (PT)" "Rumour Has It"                        | 21 de outubro de 2016   | 14 de fevereiro de 2017 |
| 117     | 23 | "O Teu Homem Chegou (PT)" "Here Comes Your Man"                          | 28 de outubro de 2016   | 15 de fevereiro de 2017 |
| 118     | 24 | "Amor Incorrespondido (PT)" "Tainted Love"                               | 4 de novembro de 2016   | 16 de fevereiro de 2017 |
| 119     | 25 | "Um Tolo Apaixonado (PT)" "A Fool in Love"                               | 11 de novembro de 2016  | 20 de fevereiro de 2017 |
| 120     | 26 | "A Policia do Karma (PT)" "Karma Police"                                 | 25 de novembro de 2016  | 22 de fevereiro de 2017 |
| 121     | 27 | "Só Tu (PT)" "Only You"                                                  | 25 de novembro de 2016  | 23 de fevereiro de 2017 |
| 122     | 28 | "É Muito Perigoso! (PT)" "Danger Zone"                                   | 2 de dezembro de 2016   | 27 de fevereiro de 2017 |
| 123     | 29 | "Rivalidade (PT)" "Rivalry"                                              | 9 de dezembro de 2016   | 28 de fevereiro de 2017 |
| 124     | 30 | "Ninguém é Perfeito (PT)" "Nobody's Perfect"                             | 16 de dezembro de 2016  | 1 de março de 2017      |
| 125     | 31 | "Deixa Lá! (PT)" "Shake It Off"                                          | 17 de março de 2017     | 2 de março de 2017      |
| 126     | 32 | "Juntar as Forças (PT)" "Come Together"                                  | 17 de novembro de 2016  | 21 de fevereiro de 2017 |
| 127     | 33 | "Isto Não é Fácil (PT)" "It Ain Easy"                                    | 24 de março de 2017     | 6 de março de 2017      |
| 128     | 34 | "Valente Como o Amor (PT)" "Bold As Love"                                | 31 de março de 2017     | 7 de março de 2017      |
| 129     | 35 | "Cuidar dos Negócios (PT)" "Taking Care of Business"                     | 7 de abril de 2017      | 8 de março de 2017      |
| 130     | 36 | "O Limite da Glória (PT)" "The Edge of Glory"                            | 14 de abril de 2017     | 9 de março de 2017      |
| 131     | 37 | "Os Melhores São Verdadeiros (PT)" "Even Better Than the Real Thing"     | 21 de abril de 2017     | 13 de março de 2017     |
| 132     | 38 | "Agora Não Me Podem Deter (PT)" "Don"                                    | 28 de abril de 2017     | 14 de março de 2017     |
| 133     | 39 | "A Vida é Como uma Oração (PT)" "Livin' on a Prayer"                     | 5 de maio de 2017       | 15 de março de 2017     |
| 134     | 40 | "Uma Mudança Está Por Vir (PT)" "A Change Is Gonna Come"                 | 12 de maio de 2017      | 16 de março de 2017     |

### Temporada 5 (2017-18)
| #       | ## | Título                                                             | Estreia Original       |
| Parte 1 |    |                                                                    |                        |
| ------- | -- | ------------------------------------------------------------------ | ---------------------- |
| 135     | 1  | "Um Novo Regime (PT)" "The New Regime"                             | 26 de maio de 2017     |
| 136     | 2  | "Mudanças, no The Next Step (PT)" "Go West, Young Michelle"        | 2 de junho de 2017     |
| 137     | 3  | "Dançar, Mentir e Diversão (PT)" "Dance, Lies and Hoverboards"     | 9 de junho de 2017     |
| 138     | 4  | "Acredita em Mim (PT)" "Leon Me"                                   | 16 de junho de 2017    |
| 139     | 5  | "Todos Divertidos e a Dançar (PT)" "It's All Fun and Games..."     | 23 de junho de 2017    |
| 140     | 6  | "Nenhuma Boa Ação (PT)" "No Good Deed"                             | 7 de julho de 2017     |
| 141     | 7  | "Mentiras (PT)" "Heathers"                                         | 14 de julho de 2017    |
| 142     | 8  | "12 Horas de Festa (PT)" "12 Hour Party People"                    | 21 de julho de 2017    |
| 143     | 9  | "A História de Eldon (PT)" "A Tale of Two Eldons"                  | 28 de julho de 2017    |
| 144     | 10 | "Unidos e Divididos (PT)" "United and Divided"                     | 11 de agosto de 2017   |
| Parte 2 |    |                                                                    |                        |
| 145     | 11 | "Juntos Novamente (PT)" "East Meets West"                          | 13 de outubro de 2017  |
| 146     | 12 | "Desafiar Este Novo Mundo (PT)" "Brave New World"                  | 20 de outubro de 2017  |
| 147     | 13 | "TNS: Guerra Cívil (PT)" "TNS: Civil War"                          | 27 de outubro de 2017  |
| 148     | 14 | "Fica Comigo ou Vai-te Embora (PT)" "Stand Together or Fall Apart" | 3 de novembro de 2017  |
| 149     | 15 | "Isto Muda Tudo (PT)" "This Changes Everything"                    | 8 de novembro de 2017  |
| 150     | 16 | "Acalma-te e Decide-te (PT)" "Stand and Deliver"                   | 15 de novembro de 2017 |
| 151     | 17 | "Irmão! O Que Fazes Aqui? (PT)" "Oh Brother! Why Art Thou Here?"   | 22 de novembro de 2017 |
| 152     | 18 | "Eu Tenho Uma Visão (PT)" "I Have a Vision"                        | 29 de novembro de 2017 |
| 153     | 19 | "Decisão Precipitada (PT)" "Snap Decision"                         | 6 de dezembro de 2017  |
| 154     | 20 | "Ponto Sem Regresso (PT)" "Point of No Return"                     | 13 de dezembro de 2017 |

### Temporada 6 (2018 - 2019)
As gravações da 6ª temporada começaram a 14 de abril de 2017 e terminaram a 17 de agosto de 2017.
Em Portugal, 6ª temporada começou a ser exibida no Biggs no dia 14 de setembro de 2020, equanto as primeiras quatro foram exibidas no Disney Channel. 
| #       | ## | Título                                                         | Estreia Original       | Estreia Portugal       |
| Parte 1 |    |                                                                |                        |                        |
| ------- | -- | -------------------------------------------------------------- | ---------------------- | ---------------------- |
| 155     | 1  | "Um novo mundo" "Grave New World"                              | 29 de setembro de 2018 | 14 de setembro de 2020 |
| 156     | 2  | "Piscar lá Fora" "Wink It Out"                                 | 29 de setembro de 2018 | 15 de setembro de 2020 |
| 157     | 3  | "Dança-Zilla" "Dance-Zilla"                                    | 30 de setembro de 2018 | 16 de setembro de 2020 |
| 158     | 4  | "Golpe de Estado" "Coup d’Etat"                                | 30 de setembro de 2018 | 17 de setembro de 2020 |
| 159     | 5  | "Amor do Verão" "Summer Lovin"                                 | 06 de outubro de 2018  | 18 de setembro de 2020 |
| 160     | 6  | "Gemêos Malvados" "Mean Twins"                                 | 7 de outubro de 2018   | 21 de setembro de 2020 |
| 161     | 7  | "Oh meu Solo" "Oh Solo Me-OH"                                  | 13 de outubro de 2018  | 22 de setembro de 2020 |
| 162     | 8  | "Mistura Match-up" "Mash-up Match-up"                          | 14 de outubro de 2018  | 23 de setembro de 2020 |
| 163     | 9  | "O Baile de Finalistas de Amy" "Amy’s Prom Has Got it Goin’On" | 20 de outubro de 2018  | 24 de setembro de 2020 |
| 164     | 10 | "Dedos Cintilantes" "Twinkle Toes"                             | 21 de outubro de 2018  | 25 de setembro de 2020 |
| 165     | 11 | "Nunca foi Esccolhido" "Never Been Picked"                     | 27 de outubro de 2018  | 29 de setembro de 2020 |
| 166     | 12 | "O Dia da Convenção" "Convention Tension"                      | 28 de outubro de 2018  | 30 de setembro de 2020 |
| 167     | 13 | "Doce e Salgado" "Sweet and Salty"                             | 28 de outubro de 2018  | 01 de outubro de 2020  |
| Parte 2 |    |                                                                |                        |                        |
| 168     | 14 | "Escolher" "Ty’d to You"                                       | 02 de março de 2019    | 02 de outubro de 2020  |
| 169     | 15 | "Todos os mármores" "All the Marbles"                          | 03 de março de 2019    | 05 de outubro de 2020  |
| 170     | 16 | "Menos Beleza, Mais Besta" "Less Beauty, More Beast"           | 09 de março de 2019    | 2020                   |
| 171     | 17 | "Contemporânea Desprezada" "Contemporary Contempt"             | 10 de março de 2019    | 2020                   |
| 172     | 18 | "Pequenos Olhos Grandes" "Little Big Eyes"                     | 16 de março de 2019    | 2020                   |
| 173     | 19 | "Não é não" "Pas De Don’t"                                     | 17 de março de 2019    | 2020                   |
| 174     | 20 | "Subtração de Audição" "Audition Subtraction"                  | 23 de março de 2019    | 2020                   |
| 175     | 21 | "Dançar com o Inimigo" "Dancing With the Enemy"                | 24 de março de 2019    | 2020                   |
| 176     | 22 | "Esta menina é, Summer" "His Girl, Summer"                     | 30 de março de 2019    | 2020                   |
| 177     | 23 | "Escapa Equipa A" "A troupe Escape"                            | 31 de março de 2019    | 2020                   |
| 178     | 24 | "Não há concha" "No Shell"                                     | 06 de abril de 2019    | 2020                   |
| 179     | 25 | "E então havia três" "And Then There Were Three"               | 07 de abril de 2019    | 2020                   |
| 180     | 26 | "Pianista" "Piano Man"                                         | 07 de abril de 2019    | 2020                   |

### Especial de Natal (2019)
| #       | Título                         | Estreia Original       |
| ------- | ------------------------------ | ---------------------- |
| 181–182 | "It's A Wonderful Life, Piper" | 21 de dezembro de 2019 |

### Temporada 1 (2013-2014):
Esta é a Primeira Temporada da serie juvenil.                                                                                   Têm a função de nos apresentar o estúdio The Next Step (TNS) e os dançarinos. O TNS é um estúdio de dança fictício que fica situado no Canadá. Ele foi fundado pela mãe da atual proprietária do estúdio, que juntamente com Chris - que é o coreografo principal -  é uma das administradoras e diretora do estúdio. O TNS têm 4 equipas: O Balé para Bebés (é para crianças; não competem mas podem saber como é dançar numa equipa); Equipa C \ J-Troupe (é a equipa júnior; podem competir, mas não em competições muito importantes e grandiosas); Equipa B \ B-Troupe - é a equipa dos mais velhos; podem competir, mas não em competições muito importantes e grandiosas; os alunos da Equipa B podem dançar apenas por diversão ou para se aprimorarem já que o objetivo a maioria é chegarem ao escalão maior; Equipa A \ A-Troupe - é a equipa que têm os melhores dançarinos (10-12 dançarinos) e aqueles que representam o TNS nas competições exteriores e nas mais importantes. No inicio do ano Kate e Chris ficam responsáveis pelas audições que têm de ser efetuadas entre a Equipa A e B. 